# Респерт, Шон
Шон Кристофер Респерт (англ. Shawn Christopher Respert; род. 6 февраля 1972 года в Детройте, штат Мичиган) — американский профессиональный баскетболист и тренер, в настоящее время работающий ассистентом главного тренера команды НБА «Мемфис Гриззлис».

## Карьера игрока
Играл на позиции атакующего защитника. Учился в университете штата Мичиган, в 1995 году был выбран на драфте НБА под 8-м номером командой «Портленд Трэйл Блэйзерс», однако не провёл за неё ни одного матча, так как вскоре был перепродан в клуб «Милуоки Бакс». Позже выступал за команды «Торонто Рэпторс», «Даллас Маверикс», «Финикс Санз», «Адекко Милан» (Италия), «Нир-Ост» (Греция), «Филлатиче Имола» (Италия) и «Спойня Старгард Щецински» (Польша). Всего в НБА провёл 4 сезона. В 1995 году признавался баскетболистом года среди студентов по версии Sporting News и NABC. В том же году включался в 1-ю всеамериканскую сборную NCAA, а также признавался баскетболистом года среди студентов конференции Big Ten. Всего за карьеру в НБА сыграл 172 игры, в которых набрал 851 очко (в среднем 4,9 за игру), сделал 226 подборов, 177 передач, 91 перехват и 7 блок-шотов.

## Карьера в сборной США
В 1993 году Респерт стал в составе сборной США чемпионом Универсиады в Баффало. В 1994 году выиграл в составе сборной США бронзовые медали на играх доброй воли в Санкт-Петербурге.

## Проблемы со здоровьем
Респерт был болен раком желудка, поэтому его спортивная карьера не удалась, но он не признавался в этом вплоть до 2005 года. В конце дебютного сезона Шона стали преследовать спазмы желудка, он заметил комок ниже пупка, после чего изменил свою диету. В мае 1996 года, после прохождения серии тестов в региональном медицинском центре Сент-Джозеф в Милуоки, у него был диагностирован рак желудка. После подтверждения диагноза, пройдя повторное обследование, он в течение трех месяцев подвергался ежедневной лучевой терапии, в процессе которой потерял в весе девять килограммов. Единственными людьми, кто знал о его болезни кроме врачей, были его тренер Майк Данливи и бывший партнёр по университетской команде «Мичиган Стэйт Спартанс» Эрик Сноу. Шон не рассказал о своём недуге даже семье и подруге, потому что не хотел причинять им боль. Вскоре болезнь отступила, но даже после этого карьера в НБА не пошла по нарастающей, в результате чего Респерт переехал в Европу, где, мотаясь из клуба в клуб, он провёл свои последние четыре сезона, но так и не нашёл свою игру.

## Статистика

### Статистика в НБА
| Сезон                                                                                    | Команда | Регулярный сезон | Регулярный сезон | Регулярный сезон | Регулярный сезон | Регулярный сезон | Регулярный сезон | Регулярный сезон | Регулярный сезон | Регулярный сезон | Регулярный сезон | Регулярный сезон | Серия плей-офф | Серия плей-офф | Серия плей-офф | Серия плей-офф | Серия плей-офф | Серия плей-офф | Серия плей-офф | Серия плей-офф | Серия плей-офф | Серия плей-офф | Серия плей-офф |
| Сезон                                                                                    | Команда | GP               | GS               | MPG              | FG%              | 3P%              | FT%              | RPG              | APG              | SPG              | BPG              | PPG              | GP             | GS             | MPG            | FG%            | 3P%            | FT%            | RPG            | APG            | SPG            | BPG            | PPG            |
| ---------------------------------------------------------------------------------------- | ------- | ---------------- | ---------------- | ---------------- | ---------------- | ---------------- | ---------------- | ---------------- | ---------------- | ---------------- | ---------------- | ---------------- | -------------- | -------------- | -------------- | -------------- | -------------- | -------------- | -------------- | -------------- | -------------- | -------------- | -------------- |
| 1995/96                                                                                  | Милуоки | 62               | 0                | 13,6             | 38,7             | 34,4             | 83,3             | 1,2              | 1,1              | 0,5              | 0,1              | 4,9              | Не участвовал  | Не участвовал  | Не участвовал  | Не участвовал  | Не участвовал  | Не участвовал  | Не участвовал  | Не участвовал  | Не участвовал  | Не участвовал  | Не участвовал  |
| 1996/97                                                                                  | Милуоки | 14               | 0                | 5,9              | 31,6             | 11,1             | 100,0            | 0,5              | 0,6              | 0,0              | 0,0              | 1,4              | Не участвовал  | Не участвовал  | Не участвовал  | Не участвовал  | Не участвовал  | Не участвовал  | Не участвовал  | Не участвовал  | Не участвовал  | Не участвовал  | Не участвовал  |
| 1996/97                                                                                  | Торонто | 27               | 0                | 15,3             | 44,2             | 39,6             | 84,4             | 1,2              | 1,2              | 0,7              | 0,1              | 5,6              | Не участвовал  | Не участвовал  | Не участвовал  | Не участвовал  | Не участвовал  | Не участвовал  | Не участвовал  | Не участвовал  | Не участвовал  | Не участвовал  | Не участвовал  |
| 1997/98                                                                                  | Торонто | 47               | 4                | 14,8             | 45,0             | 37,3             | 81,5             | 1,6              | 0,9              | 0,6              | 0,0              | 5,5              | Не участвовал  | Не участвовал  | Не участвовал  | Не участвовал  | Не участвовал  | Не участвовал  | Не участвовал  | Не участвовал  | Не участвовал  | Не участвовал  | Не участвовал  |
| 1997/98                                                                                  | Даллас  | 10               | 0                | 21,6             | 42,9             | 23,1             | 57,1             | 2,7              | 1,7              | 0,5              | 0,0              | 8,2              | Не участвовал  | Не участвовал  | Не участвовал  | Не участвовал  | Не участвовал  | Не участвовал  | Не участвовал  | Не участвовал  | Не участвовал  | Не участвовал  | Не участвовал  |
| 1998/99                                                                                  | Финикс  | 12               | 1                | 8,3              | 36,1             | 30,8             | 70,0             | 1,1              | 0,7              | 0,4              | 0,0              | 3,1              | Не участвовал  | Не участвовал  | Не участвовал  | Не участвовал  | Не участвовал  | Не участвовал  | Не участвовал  | Не участвовал  | Не участвовал  | Не участвовал  | Не участвовал  |
|                                                                                          | Всего   | 172              | 5                | 13,7             | 41,4             | 34,0             | 81,6             | 1,3              | 1,0              | 0,5              | 0,0              | 4,9              | Не участвовал  | Не участвовал  | Не участвовал  | Не участвовал  | Не участвовал  | Не участвовал  | Не участвовал  | Не участвовал  | Не участвовал  | Не участвовал  | Не участвовал  |
| Наведите курсор мыши на аббревиатуры в заголовке таблицы, чтобы прочесть их расшифровку. |         |                  |                  |                  |                  |                  |                  |                  |                  |                  |                  |                  |                |                |                |                |                |                |                |                |                |                |                |